# Queens

Comtat de Queens dins l'Estat de Nova York, en vermell

El comtat de Queens, sovint referit simplement com a Queens, és un districte metropolità (borough), el més gran dels cinc que componen la ciutat de Nova York, Estats Units.
El seu territori és coextensiu amb el del comtat de Queens, si bé des de la formació de la ciutat Nova York, el 1898, les divisions inferiors a la del municipi novaiorquès han quedat sense poder real de facto. La capçalera de comtat està en el veïnat de Jamaica.

Estat de Nova York, dins dels Estats Units

El districte de Queens és el comtat ètnicament més divers als Estats Units. Segons la Revisió de la Comunitat Americana (revisió anual del cens) de 2005, de l'Oficina del Cens dels Estats Units, els immigrants són el 47,6% dels seus residents totals. S'estima que per a l'any 2010, la majoria de la seva població serà nascuda en l'estranger. Amb una població de 3,2 milions d'habitants, és el districte més poblat en la ciutat de Nova York i el desè comtat més poblat dels Estats Units. La xifra de 3,2 milions és el màxim històric de població mai aconseguit al districte.
A Queens hi ha situats els dos aeroports de la ciutat (John F. Kennedy i LaGuardia), és la seu de l'equip de beisbol dels Mets, que juga al Shea Stadium, així com del Centre Nacional de Tennis dels Estats Units, els estudis Silvercup i el parc Flushing Meadows-Corona.
Queens va ser format el 1683, com un dels 12 comtats originals de l'Estat de Nova York i va ser anomenat així en honor de la reina Catalina de Bragança, esposa de Carles II. Queens és sovint considerat com un dels districtes més perifèrics de Nova York. Els veïnats orientals tenen l'aspecte i semblança dels suburbis de la part occidental del Comtat de Nassau. No obstant això, en les seccions occidental i central, Queens acull molts veïnats urbans i diversos districtes de negocis. A Long Island City, a la ribera de Queens just davant de Manhattan, hi ha situat l'edifici Citicorp, el gratacel més alt de Nova York, entre els situats a fora de Manhattan. És també l'edifici més alt de Long Island.

## Història
La colonització europea va portar tant conquistadors holandesos com anglesos, com a part de la colònia dels Nous Països Baixos. Els primers assentaments es van establir el 1635, amb colònies a Maspeth el 1642 i Vlissingen (avui, Flushing) el 1643. Altres assentaments inicials van ser Newtown (avui Elmhurst) i Jamaica. De totes maneres, aquestes ciutats estaven habitades per colonitzadors anglesos de Nova Anglaterra, arribats de la part oriental de Long Island (el comtat de Suffolk) i estaven subjectes a la llei holandesa. Després de la presa de la colònia per part dels anglesos i ser rebatejada com a Nova York, el 1664, l'àrea (i tot Long Island) va començar a ser coneguda com a Yorkshire.
El comtat de Queens va ser originalment anomenat així en honor de Catalina de Bragança, l'esposa portuguesa del rei Carles II d'Anglaterra. Originalment, el comtat incloïa l'àrea adjacent del que ara és el Comtat de Nassau. Va ser un comtat original de l'Estat de Nova York, un dels dotze creats el 1683. El 1870, el comtat de Queens estava format per sis ciutats: Newtown, Flushing, Jamaica, North Hempstead, Hempstead i Oyster Bay. Aquest any, es va crear la ciutat de Long Island, consistent en el que era el poble d'Astoria i algunes àrees no incorporades de la ciutat de Newtown.
Com a resultat d'un referèndum, la ciutat de Long Island, Newtown, Flushing, Jamaica i la península de Rockaway es van convertir en districte metropolità de Queens, integrant-se a la ciutat de Nova York, l'1 de gener de 1898. Les parts del comtat de Queens que no es van integrar a Nova York, les ciutats de North Hempstead i Oyster Bay i tota la ciutat de Hempstead, excepte la península de Rockaway, es van constituir en el Comtat de Nassau, el 1899.
Queens va desenvolupar un paper secundari a la revolució nord-americana, en comparació amb Brooklyn, on gran part de la batalla de Long Island es va lliurar. Queens, com la resta de Long Island, va caure sota el domini anglès, després de la batalla de Long Island, a l'agost de 1776 i va romandre ocupada durant pràcticament la resta de la guerra. Sota la Llei d'Allotjament, els soldats britànics usaven els habitatges privats dels residents de Queens com a refugi durant la guerra, en contra del sentiment de la majoria de la gent local. L'allotjament de soldats en llars privades va ser prohibit per la Tercera Esmena a la Constitució dels Estats Units, en gran part a causa d'això. Nathan Hale va ser capturat pels britànics a Queens, abans de ser executat a Manhattan.
El districte va experimentar un gran salt poblacional a la dècada de 1920, creixent des de 469.042 habitants el 1920, fins a 1.079.129 el 1930, coincidint amb el creixement de l'ús de l'automòbil i la construcció de les línies elevades de l'IRT (Interborough Rapid Transit) a Astoria i Flushing.

## Geografia
El comtat de Queens és geogràficament la part occidental de Long Island i inclou poques illes menors, la major part de les quals se situen a la badia de Jamaica i formen part de l'Àrea Recreativa Nacional de Gateway. La península de Rockaway està assentada entre la badia de Jamaica i l'oceà Atlàntic.
L'arbre més alt a l'àrea metropolitana de Nova York, anomenat el Gegant de Queens, és també la forma vivent més antiga a l'àrea metropolitana. Està localitzat a la part nord-oriental del comtat, té 450 anys d'antiguitat i 40,23 metres d'altura, el 2005.
D'acord amb l'Oficina del Cens dels Estats Units, el comtat té una superfície total de 461,7 km², d'elles 282,9 km² estan situades a terra i 178,8 km² són aigües (aquestes representen el 38,73% de la seva superfície).
El comtat limita al nord amb Long Island Sound, un braç de l'oceà Atlàntic, que la separa del comtat de Bronx; al sud amb el comtat de Kings (Brooklyn) i amb l'Oceà Atlàntic; a l'est amb el comtat de Nassau; i a l'oest amb el comtat de Kings i amb el riu East, que la separa del comtat de Nova York (Manhattan).

## Veïnats

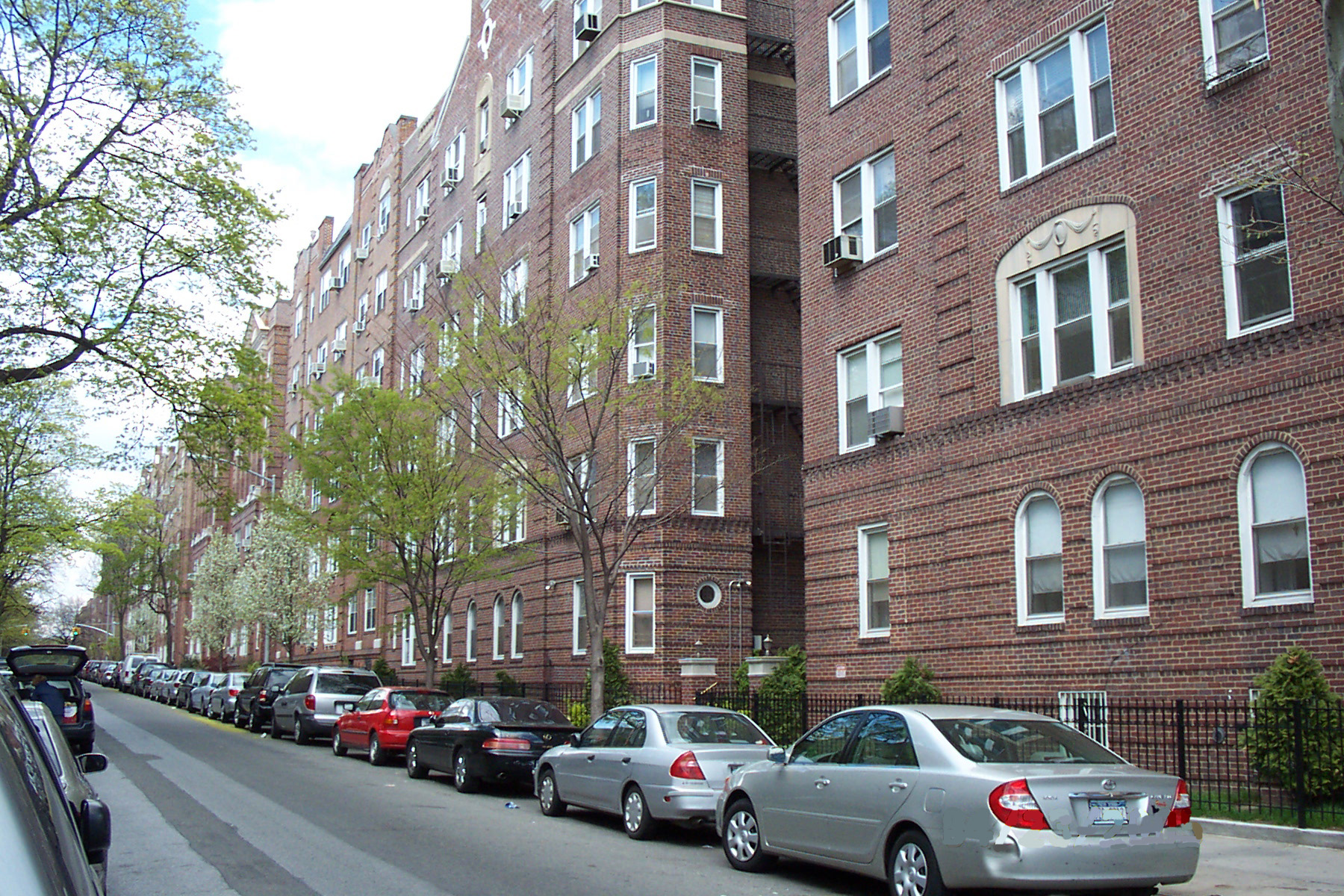
Un carrer del veïnat de Jackson Heights

La ciutat de Nova York es divideix en cinc districtes metropolitans (boroughs) i aquests al seu torn estan dividits en veïnats o neighborhoods, cadascun d'ells amb la seva identitat i característiques pròpies. Alguns d'aquests veïnats es corresponen amb antigues ciutats, que van perdre la seva condició de tal amb la consolidació de la ciutat, el 1898.
El Servei Postal dels Estats Units divideix el comtat de Queens en cinc "ciutats" basant-se en l'existència d'aquestes en el moment de la consolidació dels cinc districtes de la ciutat de Nova York: ciutat de Long Island, Jamaica, Flushing, Far Rockaway i Floral Park. Aquestes zones postals no reflecteixen necessàriament noms i límits de veïnats reals; per exemple, "East Elmhurst" ha estat llargament encunyada pel Servei Postal i no és una comunitat oficial. La majoria dels veïnats no tenen límits sòlids. A tall d'exemple, els veïnats de Forest Hills i Rego Park s'encavalquen.
Els residents de Queens sovint s'identifiquen més amb el seu veïnat que amb el districte o amb la ciutat en si. Normalment, les adreces postals estan escrites amb el veïnat, estat i el codi postal en lloc del districte o la ciutat. El districte és una amalgama de dotzenes de veïnats singulars, cadascun d'ells amb una identitat pròpia. Howard Beach, Woodhaven i Middle Village acullen un gran nombre de residents italo-americans; Rockaway Beach té una gran població d'origen irlandès. Astoria, en el nord-oest, és tradicionalment una de les comunitats gregues més grans després de Grècia i la seva població està augmentant amb professionals joves vinguts de Manhattan. A Maspeth hi resideixen molts immigrants europeus, entre ells, una nombrosa població polonesa, així com una gran comunitat hispana.
Long Island City és un important àrea comercial i en ella hi ha situada el projecte d'habitatges de Queensbridge. Jackson Heights, Elmhurst i Corona són un gran conglomerat de comunitats hispanes i asiàtiques. Richmond Hill, al sud, té la població més gran de sikhs fora de l'Índia; Forest Hills i Kew Gardens, a la part central de Queens, han tingut tradicionalment grans comunitats jueves (moltes d'aquestes comunitats són immigrants jueus d'Israel, Iran i l'antiga Unió Soviètica), mentre que Jamaica acull grans comunitats afroamericanes i caribenyes. Hi ha també veïnats de classe mitjana amb població afroamericana, filipina, hispana i caribenya, tals com Saint Albans, Cambria Heights, Queens Village, Springfield Gardens, Woodhaven, Rosedale i Laurelton a les parts oriental i suroriental de Queens. Hi ha algunes zones menys diverses, però econòmicament pròsperes, com South Jamaica. Units, aquests veïnats conformen el comtat ètnicament més divers dels Estats Units. Alguns veïnats de Queens, tals com Ozone Park, Bayside, Maspeth, Kew Gardens o Woodside, tenen una barreja molt diversa de diversos orígens.

## Govern
Des de la consolidació de Nova York, el 1898, Queens està governat pels Estatuts de la Ciutat de Nova York (New York City Charter), que dota a l'alcalde i als regidors d'un gran poder en un esquema altament centralitzat.
Aquest govern centralitzat és responsable del sistema d'educació pública, institucions correcionals, biblioteques, seguretat pública, dotacions d'esbarjo, sanitat i neteja pública, subministrament d'aigua potable i serveis socials a Queens.
L'oficina del President de Districte (Borough President) va ser creada amb la consolidació dels cinc comtats, per equilibrar la balança d'aquests, respecte del govern municipal central. Cada president de districte tenia un rol poderós, que es derivava del fet de tenir un vot en el New York City Board of Estimate, el cos responsable de crear i aprovar els pressupostos municipals i realitzar les propostes per a l'ordenació del territori. El 1989, la Cort Suprema dels Estats Units va declarar aquesta Junta inconstitucional, per donar-se el fet que Brooklyn, el comtat més poblat del municipi, no tenia més vot sobre el terreny que Staten Island, el comtat menys poblat de la ciutat. Això constitueix una violació de la Clàusula de Protecció Igual de la Catorzena Esmena de la Constitució dels Estats Units, emesa el 1964, sota la premissa d'un home, un vot.
Les competències del Board of Estimate van ser transferidas a la Junta de Regidors (City Council, amb 51 membres, encarregat del poder legislatiu a la ciutat), augmentant així el poder centralitzat al municipi novaiorquès.
Des de 1990, el President de Districte actua com a defensor dels interessos del comtat davant les agències de l'ajuntament, les regidories municipals, el govern estatal de Nova York i les corporacions. La presidenta del Districte de Queens és Helen Marshall, triada pel Partit Demòcrata dels Estats Units, el 2001 i reelegida el 2005.
Cadascun dels cinc comtats de la ciutat (coextensius amb cadascun dels borough) té el seu propi sistema de tribunals i un Fiscal del Districte (District Attorney o simplement D.A., en l'original anglès), que és directament triat en votació popular. Richard A. Brown, un Demòcrata, és el Fiscal del Districte de Queens, des de 1991.
Queens té catorze regidors, el segon districte en nombre d'ells (després de Brooklyn, que té setze). També té 14 districtes administratius, cadascun d'ells servit per una Junta de Comunitat local (Community Board). Aquestes Juntes són els cossos representatius que recullen les queixes ciutadanes i serveixen com a defensors dels residents de la seva àrea, davant l'Ajuntament.
La capçalera de comtat de Queens està al veïnat de Jamaica.

## Economia

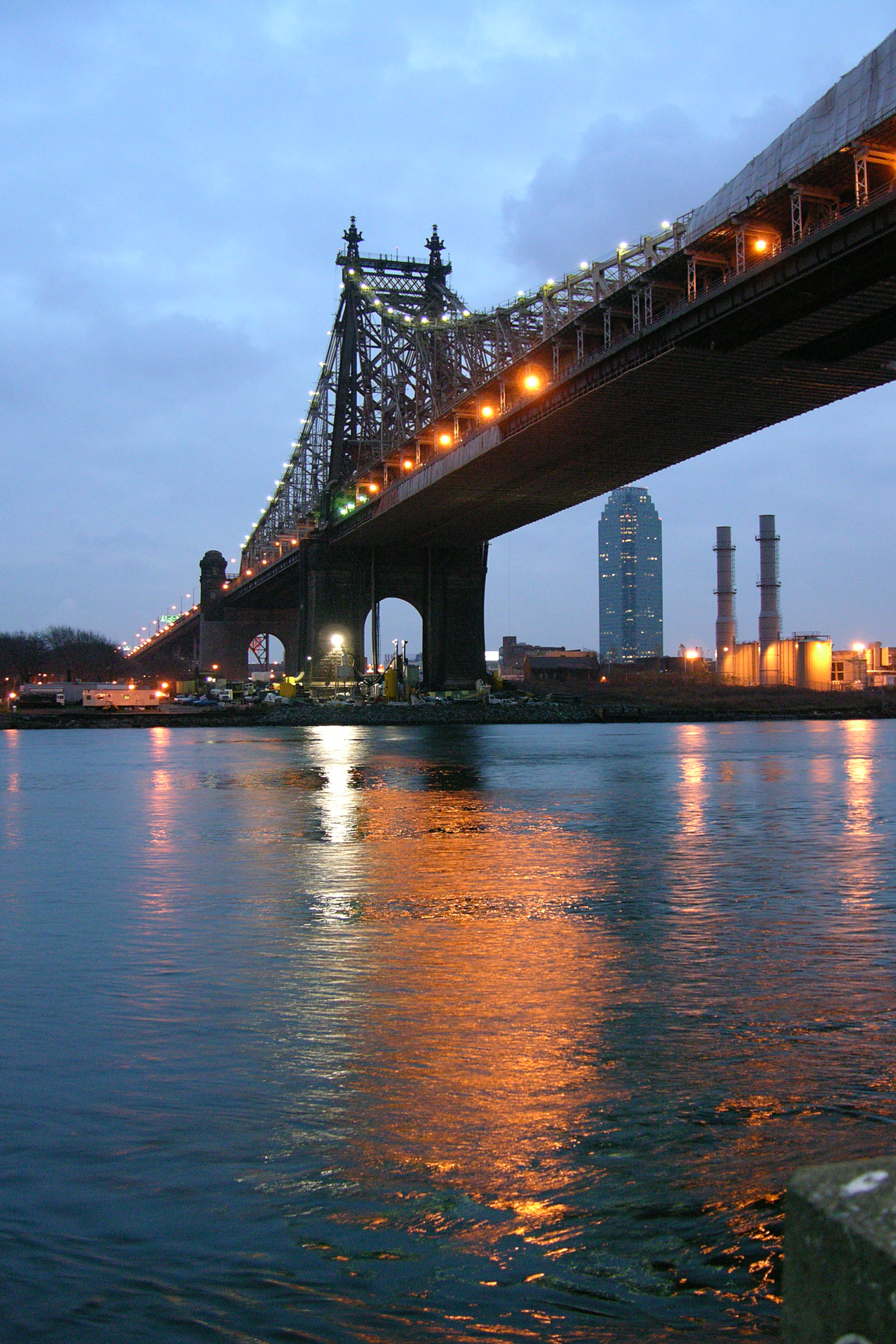
El pont de Queensboro, de nit, que uneix Manhattan amb Queens. Al fons, l'edifici Citicorp, el més alt de Long Island

L'economia de Queens està basada en el turisme, la indústria i el comerç. Queens té dos dels aeroports amb major trànsit del món, l'internacional de John F. Kennedy, localitzat a Jamaica i el de LaGuardia, a Flushing. L'altre gran aeroport de la regió està a Newark, Nova Jersey. Els tres estan operats per l'Autoritat Portuària de Nova York i de Nova Jersey. El districte atreu cada vegada més als estudis cinematogràfics (el que significa la tornada d'una indústria que va abandonar el districte unes dècades abans). Destaquen els estudis Kaufman, a Astoria, i els estudis Silvercup al veïnat de Long Island City, on es produeixen un important nombre de programes per a televisió.
El Museu d'Art de Queens i el Saló de la Ciència de Nova York estan situats a la part oriental del districte, al parc Flushing Meadows (que va acollir les Fires Mundials de Nova York el 1939 i 1964 i és la seu del torneig de tennis Obert dels Estats Units). L'estadi Shea, seu de l'equip de beisbol dels Mets, està just al nord del parc. El parc és així mateix el tercer més gran de la ciutat de Nova York, amb 507,88 hectàrees, 170,78 hectàrees més gran que Central Park, a Manhattan.
Algunes grans companyies tenen la seva seu central corporativa a Queens, entre d'altres, Bulova, Glacéau i JetBlue.
Long Island City és un important centre fabril i comercial. Flushing, a la part centre-nord del districte, és un nus comercial important per als negocis xino-americans i coreo-americans, mentre que Jamaica és un centre important de negocis i un nus de transports per al districte.

## Demografia
Actualment el comtat de Queens té una població de 2.255.175 persones, de les quals:
- El 30,7% són blancs (europeus o descendents d'europeus).
- El 26,5% són llatinoamericans o hispans.
- El 21,2% són asiàtics.
- El 19,2% són negres (africans o descendents d'africans).
- La resta la conformen persones d'altres races.

La població d'origen llatí / hispà és la de més ràpid creixement, a causa de l'alta taxa de fecunditat de les dones llatines residents als Estats Units, i també a causa de la immigració legal i il·legal provinent d'Amèrica llatina i el Carib.
Els ingressos mitjans per habitatge al comtat eren de 37.439 dòlars i l'ingrés per família de 42.608 dòlars.
Les deu llengües més parlades a Queens, segons l'Auditor de l'Estat de Nova York, són, per ordre, les següents: anglès, castellà, xinès, coreà, italià, grec, rus, tagal, francès i criolls del francès.

## Cultura
Queens va ser un epicentre del jazz a la dècada de 1940. Els grans del jazz, tals com Louis Armstrong, Count Basie i Ella Fitzgerald van trobar refugi de la segregació a les comunitats mixtes del districte, mentre que una generació més jove (Charlie Parker, Sonny Rollins, Thelonious Monk, Dizzy Gillespie, entre altres) desenvolupaven el bebop als clubs de Harlem. Un dels millors rapers d'ara, 50 Cent, es va criar al barri de South-Jamaica a Queens.
La part occidental del districte s'està convertint en un centre artístic. Entre altres, s'hi troben el Museu Noguchi, el Parc Escultòric de Sòcrates, el Museu per a l'Art Africà i el Museu de Cinematografia. El Centre d'Art Contemporani P.S.1 al veïnat de Long Island City és un dels més grans i antics als Estats Units dedicats exclusivament a l'art contemporani. A més de les seves exposicions que es renoven periòdicament, la institució organitza les prestigioses sèries de Projectes Nacionals i Internacionals, les sèries musicals d'estiu i el programa de Joves Arquitectes, conjuntament amb el Museu d'Art Modern.
Entre altres institucions culturals situades a Queens, trobem les següents:
- Centre d'Arts Interpretatives de Jamaica (Jamaica Performing Arts Center)
- Jardí Botànic de Queens (Queens Botanical Garden)
- Museu Americà de la Cinematografia (American Museum of the Moving Image)
- Museu Noguchi
- P.S. 1
- Saló de la Ciència de Nova York (New York Hall of Science)
- Teatre al Parc de Queens (Queens Theatre in the Park)

## Transport

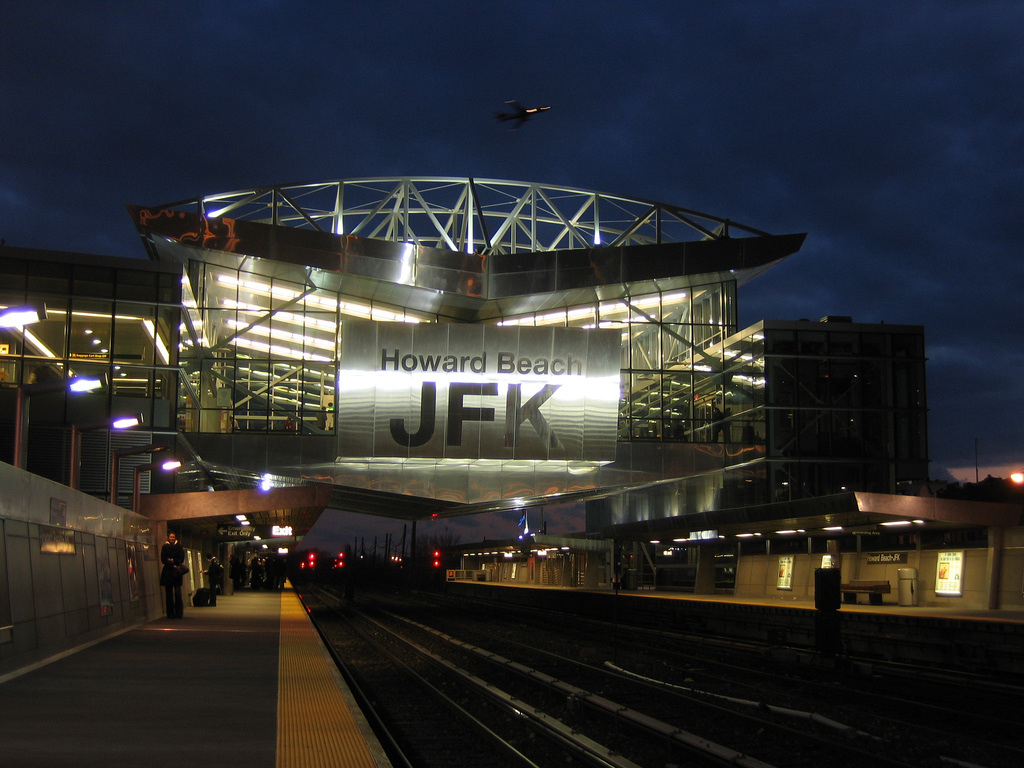
Imatge de l'estació de Metro d'Howard Beach-JFK Airport pròxima a l'Aeroport Kennedy

Queens Boulevard és una important via circulatòria del districte. Dotze rutes del Metro de Nova York travessen Queens, servint 81 estacions en set línies principals. Unes cent rutes locals d'autobusos mouen a la població dins dels límits de Queens i altres quinze línies express uneixen Queens i Manhattan. Un sistema de ferrocarril de proximitats, el Long Island Rail Road, opera 20 estacions al districte, amb serveis a Manhattan i la resta de Long Island. L'estació de Jamaica és una intercanvi de transports, on totes les línies, excepte una, covergen. És el nus de ferrocarril de proximitats amb més trànsit dels Estats Units. Les cotxeres de Sunnyside són utilitzades per Amtrak i New Jersey Transit com a plataforma per als trens intercity i de proximitats que parteixen de Penn Station en Manhattan.
Queens té una importància crucial en el trànsit aeri interestatal i internacional. Dos dels tres aeroports més importants de Nova York estan localitzats aquí. L'aeroport de LaGuardia està al nord de Queens, mentre que l'Internacional de John F. Kennedy està al sud, en les ribes de la badia de Jamaica. El tren lleuger AirTrain JFK dota d'un enllaç ferroviari entre l'aeroport i línies de ferrocarril i metro locals.
El comtat està travessat per tres branques d'autopistes en sentit est-oest. L'autopista Interestatal 495 (també coneguda com The Long Island Expressway) s'estén des del túnel Queens-Midtown a l'extrem oest a través del districte fins al comtat de Nassau a l'est. L'autopista Grand Central Parkway, que el seu extrem occidental està al pont Triborough (que uneix els districtes de Bronx, Manhattan i Queens) s'estén en direcció est fins a la frontera entre Queens i Nassau, on el seu nom canvia a Northern State Parkway. L'autopista de circumval·lació Belt Parkway s'inicia a l'autopista de Gowanus, a Brooklyn, i s'estén cap a l'est dins de Queens, passant l'hipòdrom d'Aqueduct i l'aeroport Kennedy. En la part més oriental es ramifica en dues, sent el Southern State Parkway el que continua cap a l'est, dins del comtat de Nassau, mentre que el Cross Island Parkway gira en direcció al nord.
Hi ha també diverses autopistes en sentit nord-sud; entre ells, l'autopista Brooklyn-Queens (Interestatal 278), l'autopista Van Wyck (Interestatal 678), l'autopista Clearview (Interestatal 295) i l'autopista Cross Island.
La Interestatal 278 és l'única que travessa els cinc districtes de la ciutat (passa per l'illa de Randall, que administrativament forma part de Manhattan).
Els carrers de Queens segueixen un sistema parcial de quadrícules, amb un sistema numèric de carrers (similar al de Manhattan i el Bronx). Pràcticament totes les vies orientades de nord a sud són carrers, mentre que les vies en sentit est-oest són avingudes, començant pel número 1 (els carrers es numeren de menys a més d'oest a est i les avingudes de nord a sud). En algunes parts del districte, diversos carrers consecutius comparteixen número (per exemple, 72nd Street, seguit per 72nd Place; o 52nd Avenue, seguida per 52nd Road, 52nd Drive i 52nd Court), la qual cosa causa confusió als no residents. A més d'això, en seccions conflictives de la quadrícula, a causa de vies irregulars per causes geogràfiques o altres circumstàncies, comporta que s'ometin nombres de carrers (per exemple, a Ditmars Boulevard, el carrer 70 és seguida pel carrer Hazen, i aquest al seu torn, pel carrer 49). Això és a causa del fet que tots els carrers de Queens tenien noms (paraules) i, posteriorment un sistema numerat es va sobreposar a tot el districte (copiant el sistema de Manhattan, després de la fusió dels cinc comtats). Les vies numerades tendeixen a ser residencials, encara que hi ha algunes excepcions notables a aquesta regla. Alguns carrers (especialment les vies importants, tals com Northern Boulevard, Queens Boulevard i Jamaica Avenue) duen noms en lloc de nombres.
La península de Rockaway no segueix el mateix sistema que la resta de Queens i té el seu propi sistema de numeració. Els carrers estan numerats en ordre ascendent en direcció oest des de prop del límit amb Nassau, i duen com prefix la paraula "Beach" (platja). Els carrers que estan a l'extrem més oriental, no obstant, duen gairebé totes nom. Una altra excepció a la normal és Broad Channel; manté la progressió nord-sud, però només usa el sufix "Road" (carretera), així com els preijos "West" (Oest) i "East" (Est) depenent de la situació de la via partint de Cross Bay Boulevard, el carrer més important del veïnat. Per exemple, East 1st. Road, està a l'est de Cross Bay Boulevard, a Broad Channel.

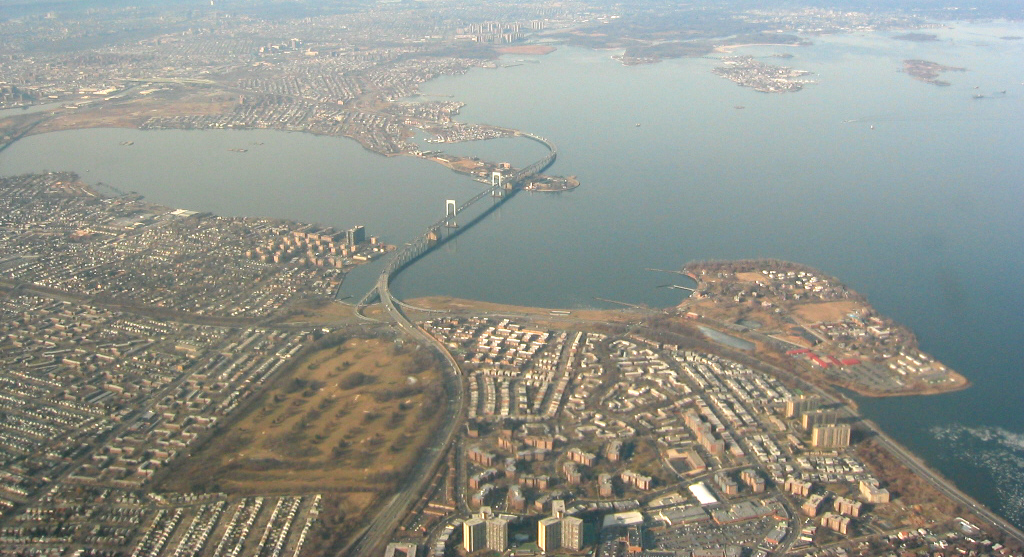
El pont Throgs Neck que uneix Queens i el Bronx (al fons)

Queens està connectat al Bronx per tres ponts: el Bronx Whitestone, el Throgs Neck i el Triborough (que també la connecta amb Manhattan). El districte està connectat amb Manhattan per dos ponts i un túnel: l'esmentat pont Triborough, el pont Queensboro i el túnel Queens Midtown.
Encara que la major part de la frontera entre Queens i Brooklyn està a terra, el pont Kosciuszko (Interestatal 278) creua el rierol de Newtown, connectant els veïnats de Maspeth, en Queens, amb el de Greenpoint, a Brooklyn. El pont de Pulaski, connecta McGuinness Boulevard a Greenpoint al carrer 11 i les avingudes Jackson i Hunters Point, a Long Island City, Queens. El pont de l'Avinguda Greenpoint connecta les avingudes Greenpoint i Long Island City dels veïnats del mateix nom. A l'est de Queens Boulevard (carretera NY-25), l'avinguda Greenpoint es converteix en Roosevelt Avenue (carretera NY-25A).
El pont Cross Bay Veterans Memorial connecta la península de Rockaway amb la resta de Queens.
Actualment només hi ha un servei de ferris que connecta Queens i Manhattan. New York Water Taxi ofereix aquest servei creuant el riu East, des d'Hunters Point en Long Island City fins a Manhattan al moll del carrer 34 i després cap al sud fins al moll 11, a Wall Street. Durant la temporada de beisbol (d'abril a setembre o octubre), els ferris de NY Waterway operen fins a l'estadi Shea per als partits dels Mets, els caps de setmana.

## Educació
L'educació a Queens està dotada d'un ampli nombre d'institucions públiques i privades. Les escoles públiques al districte són gestionades pel Departament d'Educació del Municipi de Nova York, el sistema públic educatiu més gran dels Estats Units.
LaGuardia Community College, és part de la Universitat de la Ciutat de Nova York (City University of New York, CUNY, pública), és conegut com "la comunitat universitària del món", per la diversitat ètnica dels estudiants que acull, ja que provenen de 150 països i parlen més de 100 idiomes. Ha estat nomenat com una "Institució Nacional d'Excel·lència" pel Centre de Polítiques per al Primer Any Universitari (Policy Center on the First Year of College).
Queensborough Community College, originalment part de la Universitat Estatal de Nova York (State University of New York, SUNY, pública), està situat a Bayside i avui dia és part integrant del CUNY. Prepara als estudiants perquè realitzin cursos de postgrau, principalment dins del sistema del CUNY.
Queens College és un dels campus d'elit en el sistema del CUNY i és sovint nomenada com "la joia del sistema de CUNY". Va ser fundat el 1937 per a oferir educació en arts liberals als residents del districte. Queens College té més de 16.000 estudiants, que inclou uns 12.000 estudiants de carreres de cicle mitjà i més de 4.000 de posgrau. Hi ha matriculats a Queens College estudiants de més de 120 països, que parlen més de 66 llengües diferents. Està situat al veïnat de Flushing. A l'edició de 2006 de "Les millors universitats dels Estats Units", publicat per The Princeton Review, ocupava el lloc vuitè. Queens College és també seu de l'escola de dret de CUNY.
York College, del sistema de CUNY, és una de les institucions universitàries líders en arts liberals, amb més de 40 titulacions, així com llicenciatures i màster combinats en Teràpia Ocupacional. Aquesta universitat destaca pels seus programes en Ciències de la Salut; és seu de l'Oficina Regional Nord-est de l'Administració Federal per als Aliments i els Medicaments (Food and Drug Administration).
La Universitat de St. John és una institució privada, de l'Església catòlica, fundada el 1870 per la congregació de Sant Vicenç Paul. Amb més de 19.000 estudiants, St. John és coneguda pel seu programes mèdics, de farmàcia, negocis i de dret, així com pels seus equips masculins de bàsquet i de futbol.
La Biblioteca Pública del Districte de Queens (The Queens Borough Public Library) el sistema públic de biblioteques per al districte i un dels tres sistemes que donen servei a la ciutat de Nova York. El seu origen està a la fundació de la primera biblioteca de Queens, a Flushing, el 1858, sent fundat el sistema com tal el 1869; la Biblioteca Pública és un dels sistemes públics de biblioteques més grans dels Estats Units. Independent de la Biblioteca Pública de Nova York (New York Public Library), té 63 sucursals en tot el districte. A l'any fiscal de 2006, la biblioteca va aconseguir una circulació de 20,2 milions de volums, rècord de la biblioteca. És la primera biblioteca en circulació a l'Estat de Nova York, des de 1985; és també la de major circulació entre les biblioteques municipals del país des de 1985 i la de major circulació entre totes les biblioteques de la nació des de 1987. La biblioteca té col·leccions en molts idiomes, entre ells, el castellà, xinès, coreà, rus, crioll haitià, polonès i sis idiomes indio-aris, així com petites col·leccions en altres 19 idiomes.

## Celebritats nascudes en aquesta metròpolis
- Paul Stanley
- 50 cent